# Niko Etxart
Niko Etxart (Aussurucq, Pirineos Atlánticos, 9 de mayo de 1953) es un cantante francés en lengua euskera. Después de transcurrir su infancia en París, con 21 años volvió a Sola. Principalmente hace música rock and roll e interpreta canciones populares.

## Biografía
Nació en Aussurucq. Con dos años, él y su familia se trasladaron a París, a pesar de lo cual aprendió euskera y ya desde joven estuvo al tanto de la cultura vasca, especialmente mediante la Euskal Etxea o Casa Vasca de París. Su determinación de vivir de la música lo llevó a abandonar sus estudios, y así, en el año 1972, tuvo su primer contacto con ese mundo, haciendo los coros en un disco de un cantante francés muy conocido. Ese mismo año creó con otros dos amigos el grupo Tinka.
En 1974 decidió volver al País Vasco francés, con la atrevida idea de hacer rock en euskera; sin embargo, el ambiente no era muy favorable, y menos en Sola, donde la principal tradición musical eran las canciones populares, y todo lo que se alejase de esa tradición corría el riesgo de ser rechazado. En unas declaraciones en euskera, dijo lo siguiente a ese respectoː “Yo había decidido volver a Euskal Herria y dedicarme a la música rock, aunque en aquella época esa era una elección muy difícil. Hoy en día es fácil hacer metal, techno o lo que sea, pero entonces era imposible pensar hacerlo en euskera, se consideraba como una traición; había mucha gente en contraː para empezar, la gente de la cultura vasca, muy conservadora, los versolaris y demás. También los curas estaban en contra, todo el mundo estaba en contra nuestra”.
A pesar de ello, Etxart no se rindió y, con su hermano Jean y un primo, fundaron el grupo Odol Berri en 1974, que publicó un primer sencillo que tuvo muy buena acogida en el País Vasco francés. Posteriormente, fundó Ximinorak, un grupo que rápidamente obtuvo un gran éxito; en realidad, era un grupo de verbena, pero las versiones que componían le daban la oportunidad de llevar a cabo su objetivo de cantar rock en euskera, objetivo en el que ya no estaba solo, pues ya en 1973 Mixel Ducau y Anje Duhalde crearon el grupo Errobi: el rock and roll vasco estaba en marcha.
En 1975 grabó un sencillo con el grupo Zazpi Gara y en 1976 participó en un disco en homenaje a Pierre Topet Etxahun. Ese mismo año creó el grupo Minxoriak, con el que publicó dos discos. Su canción más conocida de aquella época fue "Izan Gira". Para entonces ya era conocida su imagen, poco habitual en Euskal Herria: greñas largas y despeinadas, chaqueta de cuero y un cigarro mal liado que echaba un humo sospechoso.
Su primer trabajo en solitario fue Nahasketa (Movieplay-Kardantxa, 1979), disco con nueve canciones con música y letra compuestas por el propio Niko Etxart, en las que queda clara la pasión que el músico suletino sentía hacia el rock.
Sin embargo, la canción que más éxito le dio apareció en un sencillo, con dos temas, publicado ese mismo año con el título Euskal rock´n´roll (Movieplay-Kardantxa, 1979), en el que, junto a una nueva versión de la canción popular “Eperra”, estaba el tema “Euskal rock´n´roll”, que se convirtió en un himno de la época y gracias a la cual Niko Etxart logró lo que hasta entonces ningún músico vasco había logradoː llegar al decimoctavo puesto de la lista española de Los 40 Principales.